# Nelson (British Columbia)
Nelson ist eine Kleinstadt in der kanadischen Provinz British Columbia. Sie liegt am Ufer des Kootenay-Sees in den West-Kootenays im Selkirkgebirge. Der Hauptort des Bezirks Central Kootenay ist bekannt unter dem Beinamen The Queen City und für die zahlreichen historischen Gebäude, die noch aus der Zeit des großen Silberrausches kommen. In der Sprache der ansässigen First Nation, vom Stamm der Kutenai, heißt die Stadt ʔaqyamǂup.

## Geschichte
Ursprünglich wurde die Siedlung Salisbury genannt. Nach der Entdeckung von Silbervorkommen 1886 wuchs der Ort schnell an und wurde 1888 nach Hugh Nelson, dem Vizegouverneur von British Columbia, benannt. Am 18. März 1897 wurde Nelson selbständige Gemeinde. Sie gehört damit zu den ältesten 25 Gemeinden in British Columbia, die alle bereits vor 1900 offiziell gegründet wurden.
Bereits 1900 wurde ein Straßenbahnsystem aufgebaut. Viele Gebäude im viktorianischen Stil sind aus dieser Zeit erhalten geblieben. 1947 wurde Nelson der Status als Stadt (City) bestätigt.
Nelson hat eine sehr liberale Politik, insbesondere wurde bereits vor der Legalisierung von Marihuana in Kanada dessen Verkauf in Coffee Shops seitens der Behörden geduldet.

## Demographie
Der Zensus im Jahr 2016 ergab für die Gemeinde eine Bevölkerungszahl von 10.572 Einwohnern, nachdem der Zensus im Jahr 2011 für die Gemeinde noch eine Bevölkerungszahl von 10.230 Einwohnern ergab. Die Bevölkerung hat dabei im Vergleich zum letzten Zensus im Jahr 2011 um 3,3 % zugenommen und liegt damit deutlich unter dem Provinzdurchschnitt mit einer Bevölkerungszunahme in British Columbia um 5,6 %. Im Zensuszeitraum 2006 bis 2011 hatte die Einwohnerzahl in der Gemeinde überdurchschnittlich um 10,5 % zugenommen, während sie im Provinzdurchschnitt um 7,0 % zunahm.
Für den Zensus 2016 wurde für die Gemeinde ein Medianalter von 42,3 Jahren ermittelt. Das Medianalter der Provinz lag 2016 bei 43,0 Jahren. Das Durchschnittsalter lag bei 42,5 Jahren, bzw. bei 42,3 Jahren in der Provinz.
Zum Zensus 2011 wurde für die Gemeinde noch ein Medianalter von 40,9 Jahren ermittelt. Das Medianalter der Provinz lag 2011 bei nur 41,9 Jahren.

## Verkehr
Die Kleinstadt liegt an verschiedenen Highways. Zum einen wird die Kleinstadt vom Highway 3a und zum anderen vom Highway 6 passiert. Die Abzweigung des Highway 6 vom Highway 3A bildet dabei das Zentrum der Ortschaft.
Am nordwestlichen Stadtrand, zwischen dem Highway 3a und dem Kootenay-See, befindet sich der örtliche Flugplatz (IATA-Flughafencode: -, ICAO-Code: CZNL, Transport Canada Identifier: -). Der Flugplatz verfügt nur über eine kurze asphaltierte Start- und Landebahn von 945 Meter Länge. In unmittelbarer Nähe zum Flugplatz liegt auch der örtliche Wasserflugplatz (IATA: -, ICAO: -, Transport Canada Identifier: CAD8).
Öffentlicher Personennahverkehr wird regional durch das „West Kootenay Transit System“ angeboten, welches unter anderem Verbindungen nach Castlegar sowie Trail bietet und von BC Transit in Kooperation betrieben wird.

## Städtepartnerschaften
Partnerstädte von Nelson sind Izushi in Japan und Baie-Saint-Paul in der kanadischen Provinz Quebec.

## Söhne und Töchter der Stadt
- James Edward Gill (1901–1980), Geologe
- Norman Symonds (1920–1998), Komponist, Klarinettist, Saxophonist und Bandleader
- Danny Gare (* 1954), Eishockeyspieler
- Pat Price (* 1955), Eishockeyspieler
- Nancy Argenta (* 1957), Sopranistin
- John Greyson (* 1960), Regisseur und Drehbuchautor
- Greg Adams (* 1963), Eishockeyspieler und -scout
- Bruno Campese (* 1963), Eishockeytorwart und -trainer sowie -funktionär
- Sarah Allen (* 1980), Schauspielerin
- Tom Velisek (* 1981), Snowboarder
- Thomas Middleditch (* 1982), Schauspieler
- Geoff Kinrade (* 1985), Eishockeyspieler
- Justin Keller (* 1986), Eishockeyspieler
- Julien Locke (* 1993), Skilangläufer